# Finn Christian Jagge

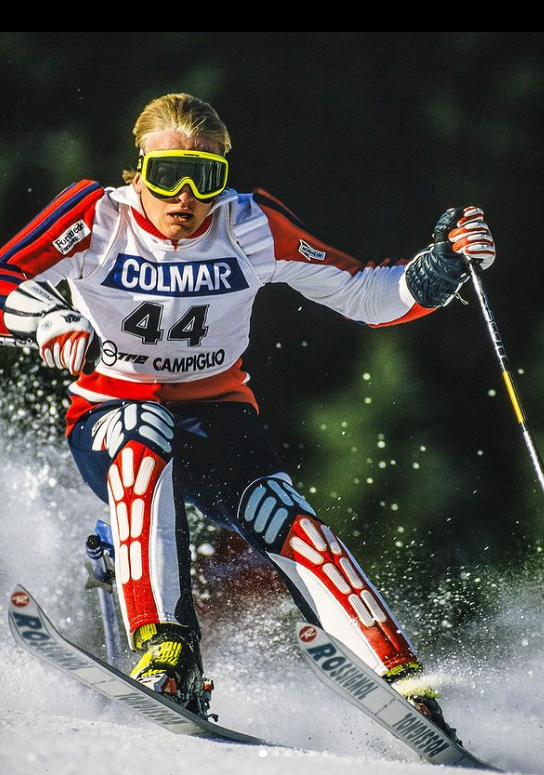
Finn Christian Jagge

Finn Christian Jagge (Stabæk, 4 april 1966 - Oslo, 8 juli 2020) was een  Noorse alpineskiër.

## Palmares

### Olympische Winterspelen
- Albertville (1992)
  - Gouden medaille in de slalom

### Wereldbeker
| Datum            | Locatie              | Race   |
| ---------------- | -------------------- | ------ |
| 17 december 1991 | Madonna di Campiglio | Slalom |
| 9 januari 1994   | Kranjska Gora        | Slalom |
| 15 maart 1997    | Vail                 | Slalom |
| 15 december 1997 | Sestriere            | Slalom |
| 14 december 1998 | Sestriere            | Slalom |
| 28 februari 1999 | Ofterschwang         | Slalom |
| 13 december 1999 | Madonna di Campiglio | Slalom |